# Liste d'œuvres ferroviaires
Cette liste regroupe les œuvres d'art en lien avec le monde ferroviaire. Celui-ci est une source d'inspiration pour les artistes depuis sa création. Certaines œuvres prennent également place dans les transports sans les avoir pour sujet : voir l'article art public dans les transports.

## Peintures

### Peintures représentant du matériel ferroviaire
| Titre | Artiste                | Date  | Collection                               | Image |
| --- | ---------------------- | ----- | ---------------------------------------- | ----- |
| Scene of the Baltimore & Ohio Railroad and the Chesapeake & Ohio Canal at Harpers Ferry, Virginia (d)                                                                                 | George Harvey (d)      | 1837  | musée des beaux-arts de Virginie         |       |
| Gnome regardant un train | Carl Spitzweg          | 1848  | collection particulière                  |       |
| Le Wagon de troisième classe | Honoré Daumier         | 1862  | musée des beaux-arts du Canada           |       |
| Starrucca Viaduct, Pennsylvania (es) | Jasper Francis Cropsey | 1865  | musée d'art de Toledo                    |       |
| Le Pont du chemin de fer à Argenteuil | Claude Monet           | 1873  | musée d'Orsay                            |       |
| The irritating gentleman (d) | Berthold Woltze        | 1874  |                                          |       |
| Passa un treno (it) | Giuseppe De Nittis     | 1878  | Pinacoteca De Nittis (it)                |       |
| The Last Spike (d) | Thomas Hill            | 1881  | California State Railroad Museum         |       |
| Święto Trąbek I (d) | Alexander Gierymski    | 1884  | musée national de Varsovie               |       |
| Maison Jaune | Vincent van Gogh       | 1888  | musée van Gogh                           |       |
| Vendredi Saint en Castille (d) | Darío de Regoyos       | 1904  | musée des beaux-arts de Bilbao           |       |
| Paysage de polder avec un train à l'horizon (d) | Piet Mondrian          | 1906s | musée d'Orsay                            |       |
| Belvedere (d) | Grandma Moses          | 1945  | musée des beaux-arts de San Francisco    |       |
| Le Train de nuit (en) | Paul Delvaux           | 1947  | musée d'art moderne de Toyoma (en)       |       |
| Solitude (d) | Paul Delvaux           | 1955  | collection particulière                  |       |
| Train du soir (d) | Paul Delvaux           | 1957  | Musées royaux des beaux-arts de Belgique |       |
| They also made it very difficult for migrants leaving the South. They often went to railroad stations and arrested the Negroes wholesale which in turn made them miss their train (d) | Jacob Lawrence         |       | Museum of Modern Art                     |       |

### Peintures représentant des gares et points d'arrêt
| Titre                                                      | Artiste                   | Date | Collection              | Image |
| ---------------------------------------------------------- | ------------------------- | ---- | ----------------------- | ----- |
| Lordship Lane Station, Dulwich (avk)                       | Camille Pissarro          | 1871 | Institut Courtauld      |       |
| Le Chemin de fer                                           | Édouard Manet             | 1872 | National Gallery of Art |       |
| Sur le pont de l'Europe (hu)                               | Gustave Caillebotte       | 1876 | musée d'art Kimbell     |       |
| La Gare Saint-Lazare                                       | Claude Monet              | 1877 | musée d'Orsay           |       |
| Vue de la gare Saint-Lazare, Paris (d)                     | Norbert Gœneutte          | 1887 | Baltimore Museum of Art |       |
| Le Pont de l'Europe la nuit (d)                            | Norbert Gœneutte          | 1887 | collection particulière |       |
| Le Pont de l'Europe et la Gare Saint-Lazare en travaux (d) | Norbert Gœneutte          | 1888 | collection particulière |       |
| Carrer de París                                            | Pere Elias i Sindreu (ca) | 1928 | musée Pau-Casals (es)   |       |

## Musique

### Œuvres
- Le Chant des chemins de fer
- Pacific 231
- Le Roi Carotte : Ronde des chemins de fer
- Different Trains
- Étude no 2 Imposée ou Étude aux chemins de fer (1948) Pierre Schaeffer
- Étude "Le chemin de fer" opus. 27 Alkan
- Trans-Europe Express (album)
- Take the A train
- Le Train bleu (ballet)

### Genre musical
- Boogie Woogie

## Sculptures
| Titre                    | Artiste                 | Date | Collection | Image |
| ------------------------ | ----------------------- | ---- | ---------- | ----- |
| La Motrice               | Jean-Michel Caillebotte |      |            |       |
| Le Train vers le paradis | Andrzej Jarodzki        | 2010 |            |       |